# Gecse
Gecse je vesnice v Maďarsku v župě Veszprém, spadající pod okres Pápa. Nachází se asi 9 km jihovýchodně od Tétu a 12 km severovýchodně od Pápy. V roce 2015 zde žilo 384 obyvatel, z nichž 97 % tvoří Maďaři.
Kromě hlavní části Gecse zahrnují i malé části Rózsamajor a Szőlőhegy.
Gecse leží na silnicích 8305 a 8312. Jsou přímo silničně spojeny s obcemi Gyarmat, Szerecseny a Vaszar. Gecsemi protéká potok Csikvándi-Bakony, který se vlévá do řeky Marcal.
V Gecsích se nachází katolický kostel Szent Imre-templom a evangelický kostel. Je zde též hřbitov, hřiště a hospoda.